# Polana melella
Polana melella är en insektsart som beskrevs av Delong 1979. Polana melella ingår i släktet Polana och familjen dvärgstritar. Inga underarter finns listade i Catalogue of Life.